# Poliçan
Poliçan (albanisch auch Poliçani) ist eine Stadt in Südalbanien mit 3492 Einwohnern (Volkszählung 2023). Poliçan ist der zweitgrößte Ort in der Region Skrapar. Die Stadt liegt auf einer Anhöhe über dem Fluss Osum am westlichen Hang des Tomorr-Massivs, rund 20 Kilometer südlich von Berat und 15 km nördlich vom Bezirkshauptort Çorovoda.

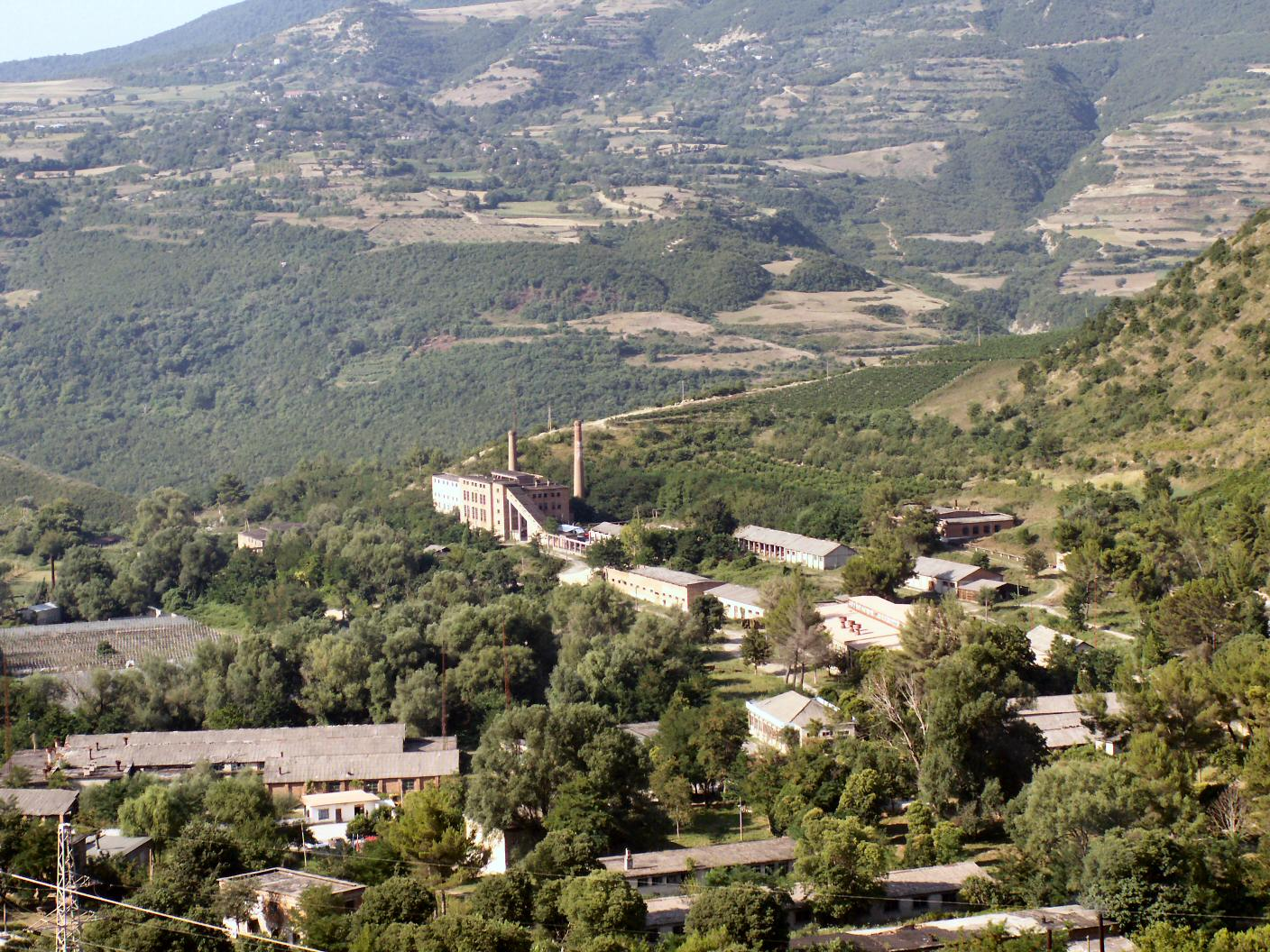
Verfallende Waffenfabrik

Poliçan, tief im südalbanischen Bergland gelegen, war ein Zentrum der albanischen Waffenproduktion, die zumindest teilweise in unterirdischen Kavernen erfolgte. Unter anderem wurde ein albanischer Nachbau der Kalaschnikow hergestellt. Während des kommunistischen Regimes konnte die Region deshalb von Ausländern nicht besucht werden. Danach wurden bis ins Jahr 2003, als die Fabrikationsanlagen endgültig geschlossen wurden, die fabrizierten Waffen wieder zerstört. Damit ging der wichtigste Arbeitgeber im Ort verloren.
Poliçan wurden ab den 1960er Jahren als regionales Verwaltungszentrum und Industriestandort gegründet. Im Jahr 2015 wurde die Gemeinde (bashkia) mit den beiden nördlich angrenzenden Gemeinden Tërpan (800 Einwohner) und Vërtop (4470 Einwohner), die zum Kreis Berat gehört haben, zusammengelegt. Poliçan, Tërpan und Vërtop sind seither Njësitë administrative (Verwaltungseinheiten) der Bashkia Poliçan. Die ganze Gemeinde Poliçan hat 8762 Einwohner (Volkszählung 2023), deutlich weniger als im Jahr 2011 mit 10.953 Einwohnern.